# Coronella brachyura
Coronella brachyura là một loài rắn trong họ Rắn nước. Loài này được Günther mô tả khoa học đầu tiên năm 1866.